# Апелация
Апелация или обжалване (от латински appellatio) е правото на всеки гражданин да се обърне към народното събрание при всяко решение, което води до неговото смъртно наказание или изгнание. Това право редуцира властта на магистратите.
През 3 век пр.н.е. апелацията е отменена, тъй като съществуват постоянно действащи съдилища, които имат същите прерогативи, като тези на Народното събрание.
В съвременността с този термин се обозначава правото на всеки, който е заинтересован от обжалването на определено решение на окръжен или районен съд, да го обжалва на по-горна инстанция.